# Gunther Zsolt
Gunther Zsolt (Budapest, 1964. március 14. –) Ybl-díjas magyar építész, a 3h Építésziroda alapítója és vezetője. Legfontosabb munkái közé tartoznak a sérült gyerekek számára épített csornai iskola, a budapesti Mozgásjavító Intézet bővítése és a pannonhalmi bazilika felújítása (John Pawsonnal). Felesége és leginkább meghatározó munkatársa Csillag Katalin építész.

## Életpályája
|  | „„Magyarországon gyakorlatilag nem lehet high-tech építészetet művelni, az építőipari és pénzügyi háttér híján nem lehet ugyanarra a szerkezeti bonyolultságú épületre gondolni, mint Angliában vagy Ausztriában. Ha mégis magas minőségre törekszünk, akkor az a szellemi többlet felől lehetséges.” ” |
|  | – Csillag Katalin – Gunther Zsolt |

1982-ben érettségizett a győri Révai Miklós Gimnáziumban, 1990-ben szerzett építészdiplomát a Budapesti Műszaki Egyetemen. 1989-90-ben a bécsi Iparművészeti Egyetem mesterkurzusának hallgatója, Hans Hollein diákjaként. 2009-ben elvégezte a Moholy-Nagy Művészeti Egyetem DLA-képzését; értekezésének címe „Inverz tradíció – A jövő vidéki építészete”.
Pályáját 1990-ben a Mű-Hely Kft. munkatársaként kezdte Budapesten, majd évekig külföldön dolgozott: 1991-ben a delfti Mecanoo irodájában, majd Grazban, 1992-ben a ma is mesterének tekintett Volker Gienecke, 1993-1994 között Ernst Gieselbrecht munkatársaként. Hazatérve Csillag Katalinnal 1994-ben Győrben megalapították (ma Budapesten működő) műhelyüket, a ceruza keménységére utaló 3h Építésziroda Kft. néven.
Az iroda megalapítását követően elsősorban pályázatok segítségével jutottak munkákhoz. Az 1992-1994 között rendezett Europan 3-on harmadik díjat szereztek, 1997-ben az Europan 4 grazi helyszínén pedig Ferdinánd Árpáddal közös tervük első helyezést ért el. Első komoly hazai sikereiket az Audi AG győri épületei hozták, majd az ezekkel párhuzamosan emelt csornai iskola. Épületeikben gyakran feszegetik az építészeti archetípusok, a helyzet racionális mérlegelésével átformálva, újragondolva a tradicionális megoldásokat – Gunther Zsolt munkásságára saját bevallása szerint nagy hatással volt a portugál Álvaro Siza Vieira építészete.
A kétezres évek második felében több hazai és nemzetközi pályázaton értek el sikereket, a koppenhágai Természettudományi Múzeum nemzetközi pályázatán például 2009-ben kiemelt megvételt. A 3h egyszersmind John Pawson magyar társirodája volt a pannonhalmi apátsági templom 2012-re befejezett felújításánál. 2016-ban az iroda megnyerte a Moholy-Nagy Művészeti Egyetem budapesti campusának bővítésére kiírt országos tervpályázatot.
Gunther Zsolt 2005-ben Ybl-díjat kapott. Az indoklás szerint „az építészetet és az ahhoz kapcsolódó különböző tevékenységeket kiemelkedő színvonalon, sokoldalúan és következetesen műveli. Megvalósult épületei a kortárs európai építészet értékrendjét tükrözik. Emellett a szakmai közéletben, a nemzetközi regionális kapcsolatokban és a felsőoktatásban kifejtett tevékenysége is példaértékű.”
1990 óta a Magyar Építőművészek Szövetségének tagja. 2006 óta a burgenlandi építészeti egyesület, az Architektur Raum Burgenland elnökségi tagja. 2010-ben többedmagával létrehozta az Active House Alliance aktívházakkal foglalkozó hálózatot és tudásközpontot, amely igazgatótanácsának alelnöke is egyben.
2003-2004-ben a Nyugat-magyarországi Egyetem soproni Alkalmazott Művészeti Intézetének külsős diplomakonzulenseként dolgozott. 2010-ben a Moholy-Nagy Művészeti Egyetem Ökolabjának témavezetője volt.
Budapesten él.

## Díjak, elismerések
- 2005. Ybl Miklós-díj

## Fontosabb építészeti művei (Csillag Katalinnal közösen)
- 1991. Expo ’95 Bécs, nemzetközi tervpályázat (Peter Balogh-gal, Stahl Tiborral), 1. díj
- 1996. Europan 4, Graz-Eggenberg (A), nemzetközi tervpályázat (Ferdinánd Árpáddal), 1. díj
- 2001-2004. Általános iskola értelmi fogyatékosok számára, Csorna (felépült az országos, nyílt tervpályázaton kapott 1. díj alapján)
- 2002-2003. Szállásépület 22 értelmi fogyatékos részére, Koroncó
- 2002-2003. Audi fórum, Győr
- 2002-2003. Audi Hungária Magyarország, központi irodaépület bővítése, Győr (felépült a meghívásos tervpályázat 1. díja alapján)
- 2004-2009. Mozgásjavító Általános Iskola, XIV.Budapest, Amerikai út (Anthony Gallal; felépült az országos, nyílt tervpályázat 1. díja alapján)
- 2005. Kismegyeri templom és plébánia, Győr, meghívásos tervpályázat, 1. díj
- 2007. Sasad-liget lakópark, Budapest, meghívásos pályázat, 1. díj, kiviteli terv
- 2007. Kelenföld vasútállomás és környéke, Budapest, országos, nyílt tervpályázat, 1. díj
- 2007-2011. Árkád Szeged (felépült a meghívásos pályázat 2. díja alapján)[7]
- 2007. Pannonhalmi bazilika, felújítás, engedélyezési terv (design tervező: John Pawson)
- 2008. Audi motorkutató-fejlesztő központ irodaépület bővítése, Győr, engedélyezési terv
- 2009. Németvölgyi irodapark, Budapest, engedélyezési terv
- 2011. Pápa, Termálfürdő bővítése gyógyászati központtal (Döbrönte Tamással)[8]
- 2010-2012. Pannonhalmi bazilika, felújítás, kiviteli terv (design tervező: John Pawson)[9][10]
- 2013. Irodaház, Medve utca, Budapest[11]
- 2014. Vision Towers irodaház, Budapest[12]
- 2015. A szegedi Fogadalmi templom felújítása és látogatóközpontja (Váncza Lászlóval)[13]

## Kiállítások
- 1991 tavasz. EXPO’95 Bécs a díjazott művek kiállítása, Bécs
- 1997 tavasz. Europan 4, zárórendezvény, Róma
- 1999 tavasz. „Eddig“ önálló kiállítás a 3h építésziroda munkáiból, Kós Károly terem, Budapest
- 2001 ősz. Piran nemzetközi workshop, Piran (slo)
- 2001 ősz. „térjel“ fiatal építészek kiállítása, Győr
- 2002 nyár. „1001 év 1001 nap“ kortárs építészeti kiállítás, Millenáris, Budapest
- 2002 ősz. „térjel“ fiatal építészek kiállítása, Győr
- 2003 tavasz. „kassák et madi aujourd’hui en hongrie‘, institut hongrois, Párizs
- 2004-2005. Ismeretlen szomszédok „az elmúlt tizenöt év magyar építészete 1989-2004“ Freiburg, (N), Leiden (NL), Győr, Kismarton (A), Graz (A)
- 2005 ősz. „térjel“ fiatal építészek kiállítása, Győr
- 2005 tél. Emerging Identities – East, Berlin -fiatal építészek bemutatkozó kiállítása a Deutsches Architektur Zentrum-ban
- 2008 ősz. I. Nemzetközi Makettfesztivál, Budapest
- 2009 tavasz. „inter-aktus“ önálló kiállítás a 3h építésziroda munkáiból, NN galéria, Budapest
- 2009 ősz. AIT, belsőépítészeti kiállítás, Hamburg
- 2009 ősz. „inter-aktus“ önálló kiállítás a 3h építésziroda munkáiból, Győri Városi Múzeum
- 2010 ősz. II. Nemzetközi Makettfesztivál, Budapest
- 2011 ősz. Pirani Építészeti Napok, Mozgásjavító Általános Iskola, díjra jelölt terv

## Saját publikációk
- 2004. 2 épület / Building in the Province (hungary)
- 2004. AUDI – két épület / two buildings